# هوارد دروسين
هوارد دروسين (بالإنجليزية: Howard Drossin)‏ هو ملحن والموسيقي أمريكي للفيلم والتلفزيون والإعلانات التجارية و ألعاب الفيديو.

## أعماله في ألعاب الفيديو
- سونيك أند ذا بلاك نايت
- سونيك ذا هيدجهوج سبين بول
- سونيك وناكلز

## الوصلة الخارجية
- هوارد دروسين على موقع IMDb (الإنجليزية)
- هوارد دروسين على موقع ألو سيني (الفرنسية)
- هوارد دروسين على موقع ميوزك برينز (الإنجليزية)
- هوارد دروسين على موقع ديسكوغز (الإنجليزية)
- هوارد دروسين على موقع قاعدة بيانات الفيلم (الإنجليزية)

الموقع الرسمي 